# Tell! (Musical, 1977)
Tell! ist ein Schweizer Rock-Musical aus dem Jahr 1977. Die Musik stammt von Tommy Fortmann, das Libretto schrieb Beat Hirt. Das Bühnenwerk basiert auf Friedrich Schillers Drama Wilhelm Tell und versucht, die traditionelle Tell-Geschichte in eine zeitgemässe und musikalisch moderne Form zu bringen.

## Entstehung und Uraufführung
Die Realisierung des Musicals erfolgte durch die eigens gegründete Tell Musical AG, an der u. a. Freddy Burger, Udo Jürgens und  Jürg Marquard als Aktionäre beteiligt waren. Die Produktionskosten sollen rund 1 Million Schweizer Franken betragen haben.
Die Uraufführung fand am 31. Juli 1977 im Schützenhaus Albisgüetli in Zürich statt. In den Hauptrollen war der Schweizer Liedermacher Toni Vescoli als Wilhelm Tell und der Bluesmusiker Alexis Korner als Landvogt Gessler zu sehen. Die Regie übernahm Klaus Ueberall, die musikalische Leitung lag bei Armand Volker, für die Choreografie war Jimmie James verantwortlich.

## Inhalt und Stil
Das Musical interpretiert die Sage des Schweizer Nationalhelden im Stil eines Rock-Musicals, vermischt mit musikalischen Elementen aus Schlager und Disco der 1970er Jahre. Die Handlung orientiert sich lose an Schillers Vorlage, modernisiert aber Sprache, Kostüme und Charaktere und rückt auch humorvolle und zeitkritische Aspekte in den Vordergrund.

## Rezeption
Die Premiere 1977 stiess in der Schweizer Presse überwiegend auf harsche Kritik. Sie empfand die Inszenierung – besonders wegen der "Verrockung" eines Nationalmythos – als respektlos und unausgegoren. Der Ticketverkauf blieb deutlich hinter den Erwartungen zurück; die Produktion wurde zum finanziellen Misserfolg. Die deutsche Presse bewertete das Musical teils freundlicher und lobte die musikalische Vielseitigkeit sowie den Versuch einer entstaubten, modernen Interpretation.

## Diskographie
Bereits zur Uraufführung wurde eine Schallplatte mit Liedern des Musicals veröffentlicht. Alexis Korner sang seine Bühnenpartie als Gessler selbst, die anderen Rollen wurden im Studio von bekannten Künstlern übernommen, u. a. von Udo Lindenberg, Jürgen Drews, Su Kramer und Romy Haag. Im Jahr 2020 erschien eine CD mit der Originalaufnahme und einer zusätzlichen Demoversion.